# Ashes Are Burning
Albums de Renaissance
Prologue
(1972) Turn of the Cards
(1974)
Ashes Are Burning est le quatrième album du groupe de rock progressif britannique Renaissance, sorti fin 1973. C'est le premier d'une série d'albums de Renaissance qui inclut un orchestre symphonique accompagnant le groupe sur certaines chansons.

## L'album
Michael Dunford qui jusqu'à cette époque avait travaillé avec Renaissance en tant que compositeur uniquement, rejoint le groupe avant que l'album ne soit produit. Cependant comme il ne faisait pas officiellement partie du groupe au moment où la jaquette de l'album a été faite il n'apparaît pas sur les photos et est indiqué comme étant un musicien invité[réf. souhaitée].
La chanson «Can you understand?» reprend un extrait de «Tonya and Yuri arrive at Varykino», thème du film Le Docteur Jivago composé par Maurice Jarre. D'après David Samuel Barr, un proche du groupe qui a écrit les notes d'accompagnement de la compilation Tales of 1001 nights, Dunford pensait que cette mélodie était une chanson folklorique russe relevant du domaine public. À cause de la reprise de l'extrait de Jarre, certaines collections de lives (dont Live at the Royal Albert Hall: King biscuit flower hour Vol. 1) donnent la paternité de «Can you understand?» à Maurice Jarre.

## Titres
Toutes les chansons sont de Michael Dunford et Betty Thatcher (en), sauf mention contraire.

### Face 1
1. Can You Understand?  (Dunford,M.Jarre, Thatcher)– 9:51
2. Let It Grow – 4:14
3. On the Frontier (McCarty, Thatcher (en)) – 4:55

### Face 2
1. Carpet of the Sun – 3:31
2. At the Harbour – 6:48
3. Ashes Are Burning – 11:20

## Musiciens
Selon le livret accompagnant l'album :
- Annie Haslam : chant, chœurs
- Jon Camp : basse, guitares acoustiques et électriques, chœurs, chant sur (3)
- John Tout : claviers, chœurs
- Terence Sullivan : batterie, percussions, chœurs

## Musicien invité
- Michael Dunford : guitare acoustique
- Andy Powell : guitare électrique solo sur (6)
- Richard Hewson :arrangements des cordes sur (1, 4)